# Stop AAPI Hate
Stop AAPI Hate es una organización sin fines de lucro que dirige un centro de denuncias que rastrea incidentes de odio y discriminación contra estadounidenses de origen asiático e isleños del Pacífico (de las siglas en inglés AAPI, Asian Americans and Pacific Islanders) en los Estados Unidos. Se formó en 2020 en respuesta a los ataques racistas contra la comunidad AAPI como resultado de la pandemia de COVID-19 en los Estados Unidos.

## Historia
Stop AAPI Hate fue fundado por un consorcio de tres grupos; el Consejo de Planificación y Políticas de Asia Pacífico (A3PCON), Chinos para la Acción Afirmativa (CAA) y el Departamento de Estudios Asiático-Americanos de la Universidad Estatal de San Francisco (AAS). El consorcio comenzó su acción en enero de 2020 como respuesta al impacto de la pandemia de COVID-19 en los estadounidenses de origen asiático, específicamente informes de noticias sobre incidentes de violencia por motivos raciales. El grupo adopta un enfoque de base para recopilar datos y proporcionar estos datos al público en general y otros grupos de defensa.
El grupo comenzó a concentrarse en incidentes ocurridos en California. Sus investigadores analizaron inicialmente datos desde finales de enero de 2020 hasta finales de febrero de 2020 de fuentes de noticias que informaban sobre xenofobia y COVID-19. El grupo luego se acercó al gobernador de California y a la Oficina del Fiscal General del estado solicitando que las agencias estatales respondan a la creciente amenaza de discriminación. Aunque el gobernador y otros en el gobierno condenaron el racismo, no formaron un centro de informes. Stop AAPI Hate posteriormente formó un sistema de denuncia no gubernamental basado en la comunidad llamado Stop AAPI Hate Reporting Center.
El 23 de febrero de 2021, la legislatura de California promulgó la ley AB 85, que incluye fondos de $ 1.4 millones específicamente para respaldar el sitio web, el análisis y la investigación de Stop AAPI Hate.
El grupo opera un sitio web que permite a los usuarios informar un incidente. El sitio web también es una cámara de compensación para informes y comunicados de prensa con datos generados a partir de los informes.